# Battaglia di Buena Vista
La battaglia di Buena Vista (22-23 febbraio 1847), nota anche come battaglia di Angostura, vide l'impiego dell'artiglieria statunitense per respingere il preponderante numero dell'esercito messicano nell'ambito della guerra messico-statunitense nel corso della presidenza di James Knox Polk. Buena Vista, un villaggio nello Stato di Coahuila, si trova a 12 km a sud di Saltillo, nel nord del Messico.

## Antefatto
Dopo la battaglia di Monterrey del settembre 1846, la maggior parte dell'esercito di occupazione del generale Zachary Taylor venne inviata nel Golfo del Messico per costituire il fulcro della spedizione contro Città del Messico di Winfield Scott. Taylor ritenne che il presidente James K. Polk stesse cercando di privarlo di qualsiasi ulteriore successo militare che lo avrebbe aiutato nella sua campagna per la presidenza degli Stati Uniti.
Taylor decise così di ignorare l'ordine di rimanere a Monterrey; marciò profondamente nel Messico e prese Saltillo. Taylor distolse anche la Divisione Centro, sotto John E. Wool, dalla sua spedizione nello Stato di Chihuahua facendola riunire alle sue forze a Saltillo. Con la divisione di Wool, le forze degli Stati Uniti ammontavano a circa 4 500 uomini, molti dei quali volontari al loro primo combattimento.
Nell'estate del 1846 Antonio López de Santa Anna tornò dall'esilio e si impadronì rapidamente del potere. Quando cadde Monterrey, Santa Anna mise assieme un esercito di quasi 20 000 uomini a San Luis Potosí. Quando una venne in possesso di lettera del generale Scott a Taylor nella quale si segnalava il trasferimento della maggior parte dell'esercito di Taylor nell'area del Golfo, Santa Anna marciò rapidamente a nord per cercare di sbattere Taylor fuori del Messico, mentre le forze statunitensi erano in ritirata.
Taylor seppe che Santa Anna era in marcia verso nord e decise di muoversi a 32 chilometri a sud di Saltillo ad Agua Nueva. Taylor inviò il maggiore Benjamin McCulloch, dei Texas Rangers, a scoprire le manovre dell'esercito messicano. McCulloch trovò Santa Anna a 100 km a sud e ne informò Taylor il 21 febbraio. Questi si ritirò fino al passo di Buena Vista 20 km a nord di Agua Nueva.
Il generale Wood venne incaricato della difesa. Più tardi, quel giorno stesso, Santa Anna arrivò ad Agua Nueva con 10 000 uomini; la sua forza si era assottigliata a causa delle diserzioni e della stanchezza durante il lungo viaggio da San Luis Potosí. Santa Anna percepì il ripiegamento delle forze statunitensi di Buena Vista come un ritiro e chiese la resa. L'aiutante di Taylor, William Wallace Bliss Smith, rispose eloquentemente forze statunitensi rifiutavano la resa. Taylor, preoccupato per la sicurezza dei suoi rifornimenti, cavalcò a Saltillo nella notte per garantire la tutela delle sue retrovie.

## Battaglia

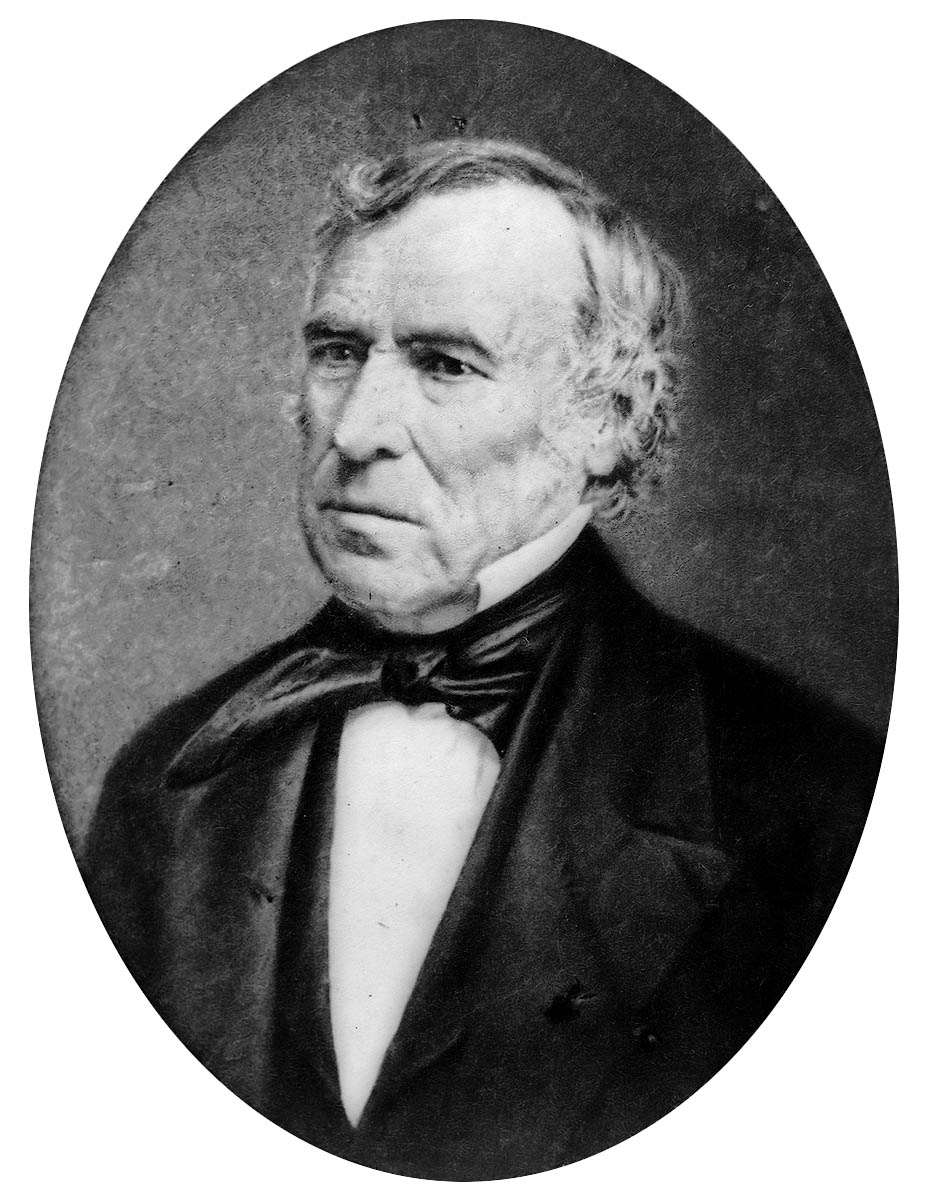
Zachary Taylor

La mattina del 23 febbraio, il generale Pedro de Ampudia attaccò il fianco sinistro della forza statunitense. I volontari erano protetti da una batteria di artiglieria vennero costretti ad arretrare sulle seconde linee al comando del futuro governatore dell'Illinois colonnello William Henry Bissell. Wool inviò un messaggio al generale Lane ordinando di tenere la linea ad ogni costo. I volontari dell'Illinois riuscirono a condurre una lotta contro il ritiro sotto la pressione dell'attacco messicano.
Il generale Taylor tornò sul campo e fece conoscere agli uomini il fatto che era ritornato; era scortato dai fucilieri del Mississippi comandati dal colonnello Jefferson Davis. Gli uomini del Mississippi attaccarono sul fianco la colonna di Ampudia e Davis venne ferito ad un piede. Nel frattempo Wood radunò i reggimenti in rotta disponendoli al riparo delle mura della hacienda a Buena Vista in una posizione difensiva supportata da una batteria sotto il comando di Thomas W. Sherman e due reggimenti di dragoni.
Il reggimento 3° Indiana venne portato a sostegno di Davis, ed i due reggimenti venne posizioni come una V invertita. I messicani attaccarono questa nuova linea. Gli huser e gli uomini del Mississippi tennero il loro fuoco così a lungo che gli aggressori confusi, dopo una breve pausa, vennero colpiti da un'ondata fuoco. Circa 2 000 messicani vennero immobilizzati. Un giovane tenente messicano cercò di ingannare gli statunitensi con la richiesta di un cessate il fuoco, dicendo che Santa Anna voleva incontrarsi con il comandante degli Stati Uniti. Taylor e Wood subodorarono l'inganno, ma diedero ai messicani il tempo di fuggire.

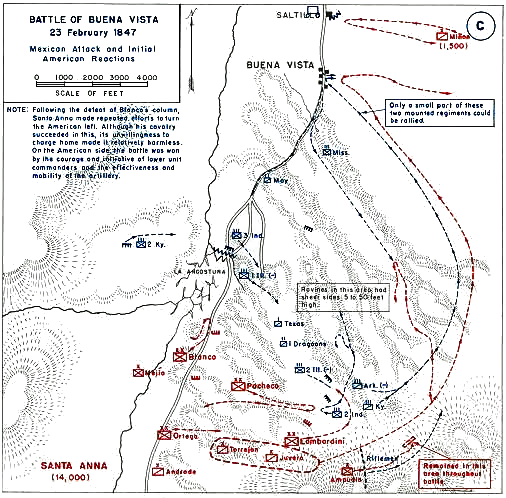
Mappa della battaglia di Buena Vista.

Santa Anna rinnovò un attacco alla posizione principale degli Stati Uniti guidato dal generale Francisco Pérez con il supporto dell'artiglieria. Una batteria di artiglieria statunitense, al comando di Braxton Bragg, si appostò con l'ordine di mantenere la sua posizione a tutti i costi. Taylor cavalcò davanti al capitano Bragg, e dopo una breve conversazione nella quale Bragg gli disse che stava usando un solo colpo, Taylor ordinò "doppio colpo alle vostre armi e date loro l'inferno, Bragg".
In seguito questo ordine, anche se citato erroneamente come "date loro un po' uva, capitano Bragg", sarebbe stato utilizzato come slogan nella campagna che portò Taylor alla Casa Bianca alle elezioni presidenziali negli Stati Uniti d'America del 1848. L'attacco di Pérez venne respinto a seguito della pioggia torrenziale che cadeva sul campo di battaglia. Durante la notte Santa Anna dichiarò la vittoria e si ritirò ad Agua Nueva, dopo aver ricevuto una lettera da Città del Messico nella quale si richiedeva il suo intervento per sedare un colpo di Stato politico.

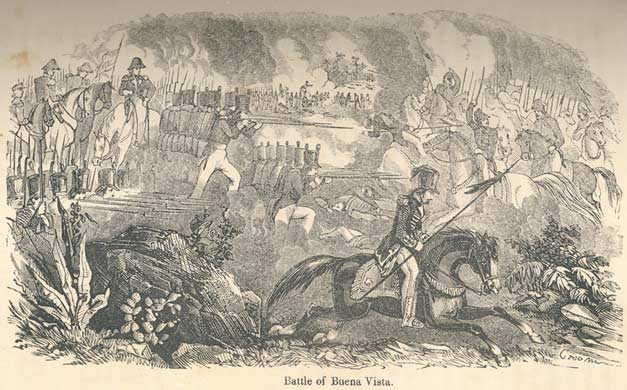
Dipinto statunitense della battaglia.

## Esiti
La battaglia fu l'ultima di importanza vitale nel nord del Messico. Fu la più grande battaglia di Taylor nell'ambito della guerra ed anche l'ultima; egli tornò negli Stati Uniti per proseguire la sua carriera politica che lo porterà alla presidenza della nazione. I suoi successi a Buena Vista ed il suo leggendario comando al capitano Bragg lo aiutarono a vincere l'elezione a Presidente degli Stati Uniti d'America nel 1848. Santa Anna subì gravi perdite e si ritirò a sud. Il suo ritiro venne spronato dal dissenso politico a Città del Messico. Egli fu poi costretto a difendere Città del Messico contro l'esercito di Winfield Scott.
La contea di Buena Vista nello Iowa, fondata nel 1859, prese il nome dalla battaglia, così come la città di Buena Vista Township, in Michigan nella contea di Saginaw, e le città di Buena Vista in Virginia, Buena Vista in Oregon, Buena Vista nel New Jersey, e Buena Vista in Alabama, nel nord della contea di Monroe.

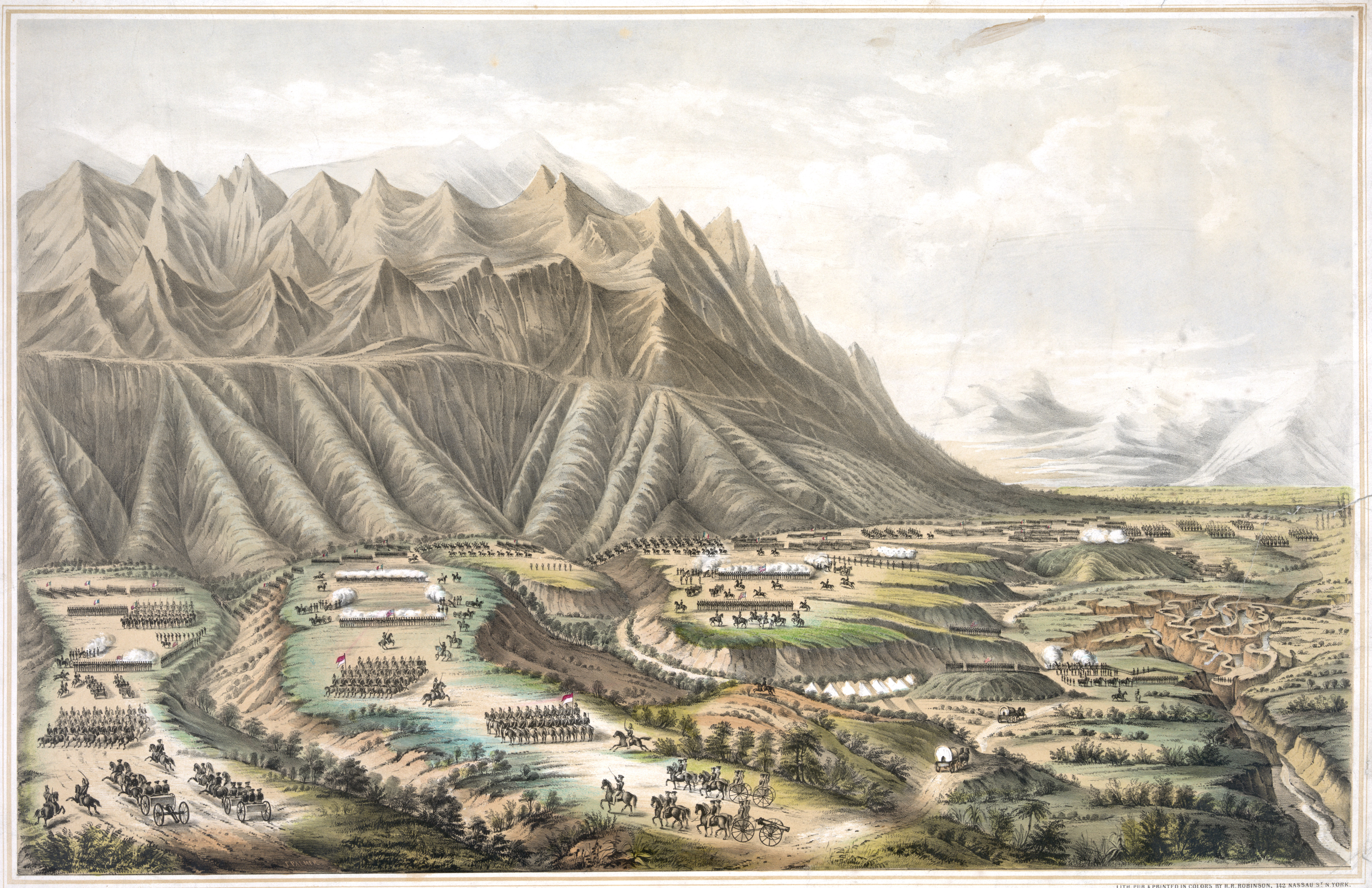
Stampa del 1847 della battaglia, da un disegno del maggiore Eaton, aiutante di campo di Taylor.

## Ordine di battaglia

### Forze messicane
18 530 uomini del Liberating Army of the North al comando del generale A. Lopez de Santa Anna
- 39- Staff-Acting Gen. Manuel Micheltorena
- 10- Engrs.-Gen. Ignacio de Mora y Villamil
- 61- Medical Corps- Insp. Pedro Vander Linden
- 584- Artillery-Gen. Antonio Corona  (Total 16 Guns & 1 Howitzer)
- Commissary and Baggage Train-P. Rangel
- 324- Regiment of Engrs.-Col. Santiago Blanco
- 466- Regiment of Hussars-Lt. Col. Manuel Andrade
- Infantry: Gen.Br. Manuel M. Lombardini  (28 Infantry Battalions)
- Light Brigade-Gen.Br. Pedro Ampudia (1st,2d,3d & 4th Light(Ligero) Regiments)
- 4,839- 2d Vanguard Division-Gen.Br. Francisco Pacheco (8 Bns and 4-8 lb Guns)
- 1st Brigade-Gen. J. Garcia-Conde (2d Light, San Luis Potosí & Morelia Bns)
- 2d Brigade-Gen. Fransco Perez (Celaya & Leon Activos Bns,1st & 2d Guanajuato Aux Bns
- 4,300-1st Centre Division-Gen.Br. Manuel Maria Lombardini (and 4-12 lb Guns)
- 3d Brigade-Gen. Francisco Mejia  } 1st,3d,4th,5th,10th and 11th Line(Linea) Regts)
- 5th Brigade-Gen. Rafael Vasquez? } "                               )
- 3d Rear Guard Division-Acting Gen. J. Maria Ortega  (8 Bns and 3 Guns)
- 4th Brigade-Gen.Br. Luis Guzman } 1st & 2d Mexico, Queretaro,& Aguascalientes Activos Bns,
- 6th Brigade-Gen. Andres Terres    }     "   Guadalajara Aux Bn
- Joined later:
- 1,000- 7th Brigade-Gen. Anastasio Parrodi(12th Line, Pueblo Activos Tampico Coast Grds & etc.) and 3 Guns (8 lbs.)

Cavalleria: Gen. Julian Juvera (39 Cavalry Squadrons)
- Horse Artillery
- 1,418-1st Brigade-Gen.Jose V. Minon
- 4th Cavalry, Jalisco Lancers, Cazadores, Oaxaca & Puebla Activos Regts
- 1,094-2d Brigade-Gen. Julian Juvera
- 5th & 9th Cavalry, Tulancingo Coraceros, Morelia Activos Regts.
- 808-3d Brigade-Acting Gen. Anastasio Torrejon
- 3d,7th & 8th Cavalry, Mexico Light, Guanajuato Activos Regts.
- 390-4th Brigade-Gen. Manuel Andrade
- Michoacan Activos, Presidiales

Riserve:
- Cavalry Brigade-Gen. Jose Urrea
- Infantry Brigade-Gen.Br. Ciriaco Vasquez

### Forze statunitensi
4,759 -United States Army of Occupation-Mj. Gen. Z. Taylor
- Washington Battery-Cpt.J.M. Washington
- 1st Illinois Volunteers Regiment-Col.J.J. Hardin (D)
- 2d Illinois Volunteers Regiment-Col.W. Bissell (plus Texas Company)
- 2d Kentucky Volunteer Regiment- Col. W. McKee (D)
- Arkansas Volunteer Regiment (Mounted)-Col. Yell
- Kentucky Regiment-Col. H. Marshall
- Indiana Brigade-Br.Gen. J. Lane
- 2d Indiana Volunteer Regiment-Col. Bowles
- 3d Indiana Volunteer Regiment-Col. J.H. Lane
- 1st Mississippi Riflemen Regiment-Col. J. Davis
- May Squadron, 2d Dragoons-Col. C.A. May
- Steen's Squadron, 1st Dragoons-Capt Steen

Riserve:
- Battery- Cpt. Sherman
- Battery -Cpt. B.Bragg